# Cratere Escoda
Escoda  è un cratere sulla superficie di Venere. Deve il suo nome a Josefa Llanes Escoda, attivista filippina.